# Zdenka Cerar
Zdenka Cerar (ur. 17 września 1941 w Lublanie, zm. 28 sierpnia 2013 w Grosuplje) – słoweńska prawniczka, gimnastyczka i polityk.

## Życiorys
W 1966 roku ukończyła studia na Wydziale Prawa Uniwersytetu Lublańskiego. Od 1969 roku pracowała w prokuraturze, pełniąc funkcję zastępcy prokuratora, a w latach 1974–1981 prokuratora okręgowego. W 1981 roku została zastępcą prokuratora w Lublanie, a w 1995 prokuratorem w Prokuraturze Generalnej Republiki Słowenii. 11 marca 1999 roku została wybrana Prokuratorem Generalnym. Była pierwszą kobietą na tym stanowisku w historii Jugoslawii i Słowenii. W okresie od 20 kwietnia do 3 grudnia 2004 roku była Ministrem Sprawiedliwości Republiki Słowenii w rządzie Antona Ropa. Od gimnazjum do 1993 była członkiem Związku Komunistów Jugosławii. W 2004 roku wstąpiła do partii Liberalna Demokracja Słowenii. Pełniła funkcję radnej w gminie Grosuplje i wiceprzewodniczącej tej partii. Z polityki wycofała się w 2011 roku.
Jako juniorka dwukrotnie była mistrzynią Jugosławii w gimnastyce i członkinią kadry narodowej, potem pracowała jako trenerka i sędzia. Była żoną jugosłowiańskiego gimnastyka i olimpijczyka Miroslava Cerara. Mieli troje dzieci. Ich syn Miro Cerar jest prawnikiem i byłym premierem Republiki Słowenii.

## Odznaczenia
- 25 grudnia 1984 roku odznaczona Orderem Zasługi dla Narodu (Red zaslug za ljudstvo) ze srebrną gwiazdą[1].